# Агиос Мамас (окръг Лимасол)
Агиос Ма̀мас (на гръцки: Άγιος Μάμας) е село в Кипър, окръг Лимасол. Според статистическата служба на Република Кипър през 2001 г. селото има 105 жители.
Намира се в южната част на планината Троодос, в регион с известното вино командария. Селото носи името на Мамат Кесарийски, християнски мъченик от 3 век. Голямата църква на селото е построена на хълма над него, и носи името на светеца. По-малката е кръстена на света Параскева. Повечето жители на селото се занимават с лозарство, както и с отглеждане на маслини и бадеми.